# Guerra catalano-genovesa (1330-1336)
La Guerra catalano-genovesa de 1330 a 1336 fou un conflicte armat entre la Corona d'Aragó i la República de Gènova.

## Antecedents
La conquesta aragonesa de Sardenya per Jaume el Just en el 1323, convertí l'antiga rivalitat comercial entre la Corona d'Aragó i la República de Gènova en guerra oberta, i el Consell de Cent i les Corts Catalanes preposaren a Alfons el Benigne l'organització d'una armada contra els genovesos.

## La guerra
Guillem de Cervelló i de Banyeres comandà una armada de 40 galeres i 30 llenys i com a vicealmiralls Galceran Marquet i Bernat Sespujades que va atacar en 1331 Mònaco i Mentone, i va assetjar Savona i la pròpia Gènova, per retirar-se després a Sardenya mentre Antonio Grimaldi armava un estol per atacar la flota aragonesa i davant de l'escalada de les hostilitats, Joan XXII intentava sense èxit aconseguir la pau entre els contendents.
En 1332 els almiralls de la flota foren el veguer de Barcelona Pere de Santcliment en primavera, i Francesc de Finestres i Arnau Oliver en hivern, i Bernat Sespujades rebutjà l'atac de 13 galeres genoveses a Càller, tot i que ell comptava aleshores amb efectius molt escassos.
Ottobono Marini va ser designat capita de deu galeres contra la Corona d'Aragó el gener de 1333, i el mes d'abril, Ianotto Cigala al capdavant de deu galeres més. Cigala va capturar a Sicílía algunes naus barcelonines carregades de bIat, i quatre naus genoveses atacaren tres galeres i un lleny catalans i els catalans, a llur tom, varen capturar naus genoveses i, així, es causaven nombrosos danys els uns als altres.
Alfons el Benigne va ordenar era que les ciutats de Barcelona, Mallorca i València armessin seixanta galeres, de les que l'abril de 1333 havien d'estar llestes almenys trenta, deu per cada ciutat, i el seu almirall seria Galceran Marquet, que fou reelegit per 1334.
Pere el Cerimoniós signà la pau en 19 de setembre de 1336, després d'haver-se establert una treva uns mesos abans amb la intervenció del Papa Benet XII.

## Conseqüències
La guerra va permetre guanyar la ciutat rebel de Sàsser, clau pel domini del nord de l'illa de Sardenya i les rutes marítimes.